# Sin Jung-ja
Sin Jung-ja (11 de dezembro de 1980) é uma basquetebolista profissional sul-coreana.

## Carreira
Sin Jung-ja integrou a Seleção Sul-Coreana de Basquetebol Feminino em Pequim 2008, terminando na oitava posição.

## Títulos
- Jogos Asiáticos de 2014: Campeã